# Wijnbouw in Bulgarije

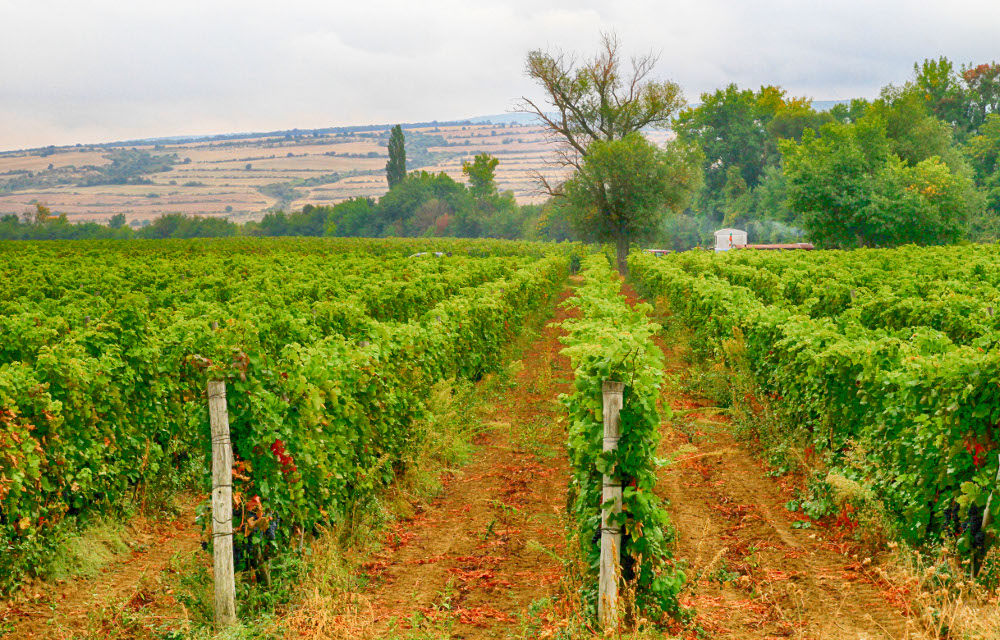
Wijngaard nabij Pomorie.

Wijnbouw in Bulgarije kent een geschiedenis die teruggaat tot de tijd van de Thraciërs. In de jaren 1980 was het land nog de drie na grootste exporteur van wijn. Na de val van het communisme daalde de productie enorm. Sinds 2016 is het volume alweer gestegen naar circa 1,2 miljoen hectoliter per jaar. Hiermee neemt de wijnproductie van Bulgarije de 20e plaats in op de wereldranglijst.
Naast wijn wordt er in Bulgarije van druiven ook wel rakija gemaakt.

## Geschiedenis
De vroegst bekende productie van wijn in Bulgarije dateert uit de tijd van de Thraciërs, zo'n 1000 jaar voor Christus.
Met de Romeinse bezetting kwam modernere wijnbouw met nieuwe vinificatie methodes naar het Balkanschiereiland. In deze tijd werd Thracische wijn in het Romeinse Rijk zeer gewaardeerd.

In de middeleeuwen waren het monniken die er voornamelijk rode wijn maakten.
Tijdens de Ottomaanse overheersing, had wijn had geen speciale betekenis, omdat de Koran het genot van wijn verbood. In deze tijd werden de druiven als tafeldruif genuttigd.

Aan het begin van de 20e eeuw vernietigde de druifluis een grootdeel van de wijngaarden.
Tijdens de hersteljaren erna werden er ter aanvulling op de traditionele druivensoorten ook Franse druivensoorten geïntroduceerd.

In de daarop volgende decennia ontwikkelde zich de wijnbouwcoöperaties naar West-Europese model. Met ingang van het socialistische tijdperk, kwam het staatsmonopolie van Vinprom in 1947. Hierbij nam het industriële vormen aan die typisch voor het oostblok waren.

Vanaf de jaren 1990 – na het uiteenvallen van het oostblok – werden de wijngoederen weer geprivatiseerd.

## Wijnbouwregio's

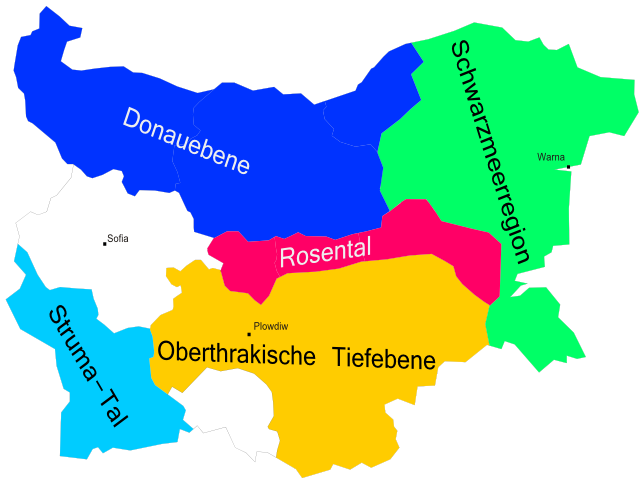
Wijnbouwregio’s van Bulgarije.

Bulgarije wordt onderverdeeld in vijf wijnbouwregio's. Dit naar klimatologische omstandigheden en gebruikte druivensoorten. Dit is met het overheidsdecreet van 13 juli 1960 officieel vastgelegd.

### Donau-vlakte
In het noorden van Bulgarije omvat deze regio de zuidelijke oever van de Donau en de centrale en westelijke delen van de Donau-vlakte. Het klimaat van het gebied is gematigd continentaal, heeft hete zomers met veel zonne-uren.
Veel gebruikte druivensoorten zijn Muscat Ottonel, Cabernet Sauvignon, Merlot, Chardonnay, Aligoté, de lokale Pamid en Kadarka.

### Zwarte Zee
Deze meest oostelijk gelegen regio grenst aan de Zwarte Zee. Hier ligt 30% van alle Bulgaarse wijngaarden.
Het gebied wordt gekenmerkt door lange en milde herfst. Dit heeft een gunstige effect op het omzetten van suikers in de fijne witte wijnen die hier gemaakt worden. Meer dan de helft van de Bulgaarse witte wijnen komen uit deze regio.
De belangrijkste druivensoorten zijn Dimiat, Riesling, Muscat Ottonel, Ugni blanc, Sauvignon blanc, Traminer en Gewürztraminer.

### Rozendal
Als een lange strook ligt aan de zuidzijde van het Balkangebergte het Rozendal. Het is verdeeld in een oostelijke- en westelijke subregio.
Gebruikte druivensoorten zijn Muscatel, Riesling, Rkatsiteli, Cabernet Sauvignon en Merlot zijn de meest opvallende. Er worden vooral droge en half-droge witte wijn geproduceerd. In mindere mate rode wijn. De regio omvat de Soengoerlare vallei die bekend is om zijn wijn van het rode Misket druif.

### Vlakte van Thracië
Het gebied omvat het centrale deel van het laagland Thracië, evenals delen van de Sakargebergte. Er heerst een mediterraan klimaat. Het Balkan-gebergte houdt de koude winden uit het noorden tegen. De rivier de Maritsa zorgt voor een goede afwatering.
De omstandigheden om rode wijn te verbouwen zijn op deze laaglanden gunstig.
Een bekende wijn die er vandaan komt is Mavrud. Belangrijke druivensoorten zijn verder Merlot, Cabernet Sauvignon, Muscatel en Pamid.

### Strymonvallei
Het stroomgebied van de Strymon in het zuidwesten van Bulgarije. De wijnbouw hier is wat kleiner in omvang dan in de andere regio’s, maar karakteristiek vanwege de sterk mediterrane invloeden vanuit het zuiden.
Belangrijkste druivensoorten zijn Cabernet Sauvignon en Merlot en de lokale Shiroka Melniska.